# Basel Yaldo
Basel Salim Yaldo ur. 23 maja 1970 w Tall Kajf) – iracki duchowny chaldejski, od 2015 biskup pomocniczy chaldejskiego patriarchatu Babilonu.

## Życiorys
Święcenia prezbiteratu przyjął 23 listopada 2002. Inkardynowany do archieparchii Bagdadu, pracował jako m.in. wicerektor seminarium oraz jako sekretarz patriarchy Emmanuela III Delly'ego. W 2007 wyjechał do Stanów Zjednoczonych i został prezbiterem eparchii Detroit. Był początkowo wikariuszem, a następnie proboszczem parafii św. Jerzego.
15 stycznia 2015 papież Franciszek zatwierdził wybór Synodu biskupów Kościoła chaldejskiego powołujący go na urząd biskupa pomocniczego patriarchatu Babilonu, nadając mu stolicę tytularną Bethzabda. Chirotonii biskupiej udzielił mu 6 lutego 2015 patriarcha Louis Raphaël I Sako.